# 佐々木哲夫
佐々木 哲夫（ささき てつお、1949年7月11日 - ）は、宮城県仙台市出身の日本の神学者、牧師（日本基督教団正教師）。東北学院大学名誉教授。学校法人東北学院元院長。学校法人宮城学院学院長。

## 経歴

### 学歴
- 1968年3月 - 宮城県仙台第二高等学校卒業
- 1972年3月 - 東北大学工学部精密工学科卒業
- 1974年3月 - 東北大学大学院工学研究科精密工学専攻修士課程修了
- 1978年3月 - 聖書神学舎卒業
- 1983年 - トリニティ神学校神学修士号取得
- 1983年～1984年 - シカゴ大学で学ぶ
- 1986年 - シカゴ・ルーテル神学校神学修士号取得
- 1999年6月 - アジア神学大学院日本校神学博士号取得

### 職歴
- 1974年～1975年1月 - 日本精工技術研究所研究員
- 1987年 - 尚絅女学院短期大学講師（後に助教授）
- 1993年 - 東北学院大学教養学部助教授
- 1997年 - 東北学院大学教養学部教授
- 2011年 - 東北学院大学文学部教授
- 2015年 - 学校法人東北学院院長
- 2016年 - 東北学院大学名誉教授
- 2022年 - 学校法人宮城学院学院長
- 2022年 - 学校法人宮城学院理事長（兼務）

## 著書
- 『旧約聖書と戦争--士師の戦いは聖戦か？--』 教文館, 2000年。
- 『初めて学ぶキリスト教』 教文館, 2002年。
- 『命のファイル -ロボット・テロ・不条理・来世と旧約聖書-』教文館, 2019年。
- 『宮城学院に連なる人々ードイツ改革派の理念の継承』教文館, 2025年。

## 訳書
- ジョン・リッチズ『イエスが生きた世界』新教出版社, 1996年。
- トーマス・オーヴァーホルト「エレミヤ書」『ハーパー聖書注解』教文館, 1996年。
- A. E. カンダル「士師記」『士師記・ルツ記』ティンデル聖書注解書, いのちのことば社, 2006年。

## 論文
- 「第十戒と詩19編11節のhmd (欲する) 」『人文学と神学』20号（2023/3）1-16頁。
- 「理念の継承：ドイツ改革派教会と宮城学院」『宮城学院資料室年報：信望愛』29（2023）3-12頁。
- 「仏教とキリスト教：日本の多元的宗教文化」『宮城学院資料室年報：信望愛』30（2024）〔2025/3〕3-20頁。